# Euphorbia indivisa
Euphorbia indivisa es una especie fanerógama perteneciente a la familia de las succulentes.

## Distribución
Es endémica del sur de Estados Unidos hasta el centro de México en Guanajuato y Valle de México.

## Hábitat
Se encuentra en lugares con disturbio y en empedrados de las calles, en el Valle de México hasta los 3000 m s. n. m.

## Descripción
Es una hierba anual generalmente de vida corta, tendida sobre el suelo, con pelillos. Las ramas de hasta 30 cm de largo con varios tallos saliendo desde la base, ramificados, tendidos sobre el suelo. Las hojas son opuestas, de hasta 8 mm de largo, oblongas, asimétricas, con el margen finamente aserrado, ondulado o entero, la base fuertemente asimétrica, generalmente con escasos pelillos. La inflorescencia con las flores agrupadas hacia los extremos de las ramas y en las axilas de las hojas. 
Las flores de estas plantas se encuentran muy modificadas; la estructura que parece una flor, es decir la que lleva el ovario y los estambres, es en realidad una inflorescencia llamada ciatio, que en su interior lleva de 5 a 15 flores masculinas (representadas exclusivamente por 1 estambre desnudo por cada flor) y una flor femenina (representada por un ovario con 3 estilos, cada uno dividido en 2 ramas, el ovario sobre una larga columna); estos ciatios son en forma de copa, de color verde o rojizo, de aproximadamente 1 mm de alto y de diámetro, en su borde presenta 4 glándulas que se extienden en estructuras planas parecidas a pétalos de color blanquecino, rosa o rojo oscuro, dos de ellas son evidentemente más grandes que las otras dos.
El fruto es una cápsula trilobada, de aproximadamente 1.5 mm de largo, cubierta de pelillos reclinados, que al madurar se separa en 3 partes y cada una se abre para dejar salir su única semilla. Las semillas de color rosa o café, con la superficie surcada.
Características especiales: Con látex blanco.

## Nombre común
- Castellano: Alfombrilla, golondrina, hierba de la golondrina, golondrina serrana.[2]

## Taxonomía
Euphorbia indivisa fue descrita por (Engelm.) Tidestr. y publicado en Proceedings of the Biological Society of Washington 48(9): 40. 1935.
Etimología
Euphorbia: nombre genérico que deriva del médico griego del rey Juba II de Mauritania (52 a 50 a. C. - 23), Euphorbus, en su honor – o en alusión a su gran vientre –  ya que usaba médicamente Euphorbia resinifera. En 1753 Carlos Linneo asignó el nombre a todo el género.
 indivisa: epíteto latino que significa "no dividida".
Sinonimia
- Euphorbia dioeca var. indivisa Engelm. in W.H.Emory (1858).
- Euphorbia adenoptera var. indivisa (Engelm.) Boiss. in A.P.de Candolle (1862).
- Chamaesyce indivisa (Engelm.) Millsp. (1914).
- Euphorbia multifoliosa M.E.Jones (1933).[6][7]